# Gertruda Babenberská (1226–1288)
Gertruda Babenberská (1226 – 24. duben 1288) byla (titulární) vévodkyně rakouská a štýrská a moravská a bádenská markraběnka. Společně se svou tetou Markétou byla držitelkou[zdroj?] Privilegia minus, které po smrti posledního babenberského vévody Fridricha II. roku 1246 nabylo aktuálnosti.
V bojích o babenberské dědictví se angažovali prakticky všichni sousední vládcové, císař a papež. Dědičné nároky na rakouské a štýrské vévodství uplatňovala vedle Gertrudy také její teta Markéta Babenberská jako nejstarší příslušnice rodu Babenberků (na základě tzv. Privilegia minus z roku 1156). Vládu měla zdědit dcera vévody, otec Gertrudy ovšem vévodou nebyl, takže Markétin nárok byl legitimnější.

## První manželství
Dlouho se vyjednávalo o sňatku Gertrudy s nejstarším synem českého krále Václava I. Fridrich II. Bojovný ovšem nabídl Gertrudu, svou potenciální dědičku, přímo císaři. Václavovi I. slíbil pomoc uherský král Béla IV., jemuž Fridrich Bojovný odňal část území za vpádu Tatarů, a také Ota Bavorský. České vojsko sice zůstalo nepodpořeno a poraženo, Václav ovšem docílil sňatku markraběte Vladislava s Gertrudou (1246). Rakouský vévoda Fridrich téhož roku zemřel v bitvě na Litavě, přičemž Vladislav se stal jeho nástupcem. Vévodství si příliš neužil, protože 3. ledna 1247 náhle zemřel.

## Manželství s Fridrichem Bádenským

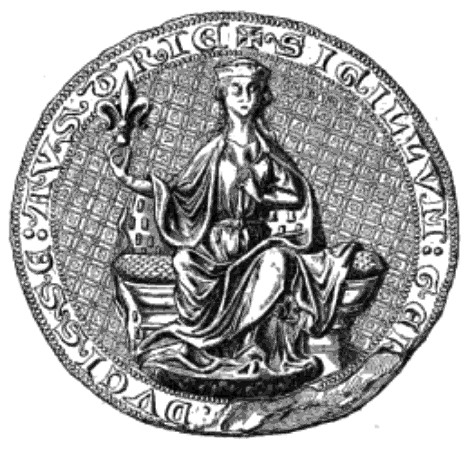
Gertrudina pečeť

V roce 1248 se dvaadvacetiletá vévodkyně vdala znovu. Jejím manželem se stal Heřman VI. Bádenský z rodu Zähringenů, kterému rok po svatbě porodila syna Fridricha. V roce 1250 se jí narodilo druhé dítě, dcera Anežka. Heřman Bádenský sice byl schopný získat určitou kontrolu nad vévodstvími, nedokázal si ovšem poradit s opozicí šlechty. Gertruda se proto s dětmi odebrala do Míšně. Gertruda byla zřejmě zapojená i do Heřmanovy smrti – byl otráven 4. října 1250.
Gertruda se ocitla mimo přízeň kurie, když se odmítla dále provdat za Florise, bratra Viléma Holandského, což bylo papežovo přání. Její teta Markéta Babenberská se v roce 1252 vdala za českého prince Přemysla a rakouská šlechta přijala novomanžele jako nové vládce. Gertruda tak rychle ztrácela svůj vliv.

## Boj o babenberské dědictví
Potřetí se Babenberkovna provdala za příbuzného uherského krále Bély IV., Romana Haličského – v červenci 1252, jen několik měsíců po své tetě. V roce 1253 se jí narodila dcera Marie. Roman Haličský ovšem svou manželku i dceru, po neúspěšných pokusech prosadit se jako rakouský vévoda, opustil a vrátil se do Uherska. V roce 1254 získala Gertruda část Štýrska, které bylo pod uherskou nadvládou. Babenberkovna snad doufala, že Béla IV. synovi znovu udělí vévodský titul. Jelikož se ovšem ona ani její syn nevzdali nároků na babenberské země, Přemysl Otakar II. je ze svého území (Štýrsko bylo tehdy už pod jeho kontrolou) v roce 1267 vyhostil.
Gertrudin syn Fridrich byl nakonec společně s posledním Štaufem Konradinem, o kterém se uvažovalo jako o novém římském králi, popraven Karlem z Anjou v roce 1268. Přemysl Otakar II., někdejší manžel Markéty Babenberské, se tak zbavil dvou soupeřů o moc. Nic ovšem nesvědčí o tom, že by byl nějak v jejich popravě zapletený, ačkoliv se tento předpoklad dokonce dostal do kronik (např. „Steirische Reimchronik“, což je Štýrská rýmovaná kronika Otakara Štýrského).
Gertruda se v roce 1269 odebrala do Míšně. Její práva na babenberské země ztratila na významu úplně, když Rudolf I. Habsburský udělil Rakousko a Štýrsko v léno svým dětem. O šest let později Gertruda zemřela jako abatyše u sv. Afry v Míšni.